# Lüsenstal

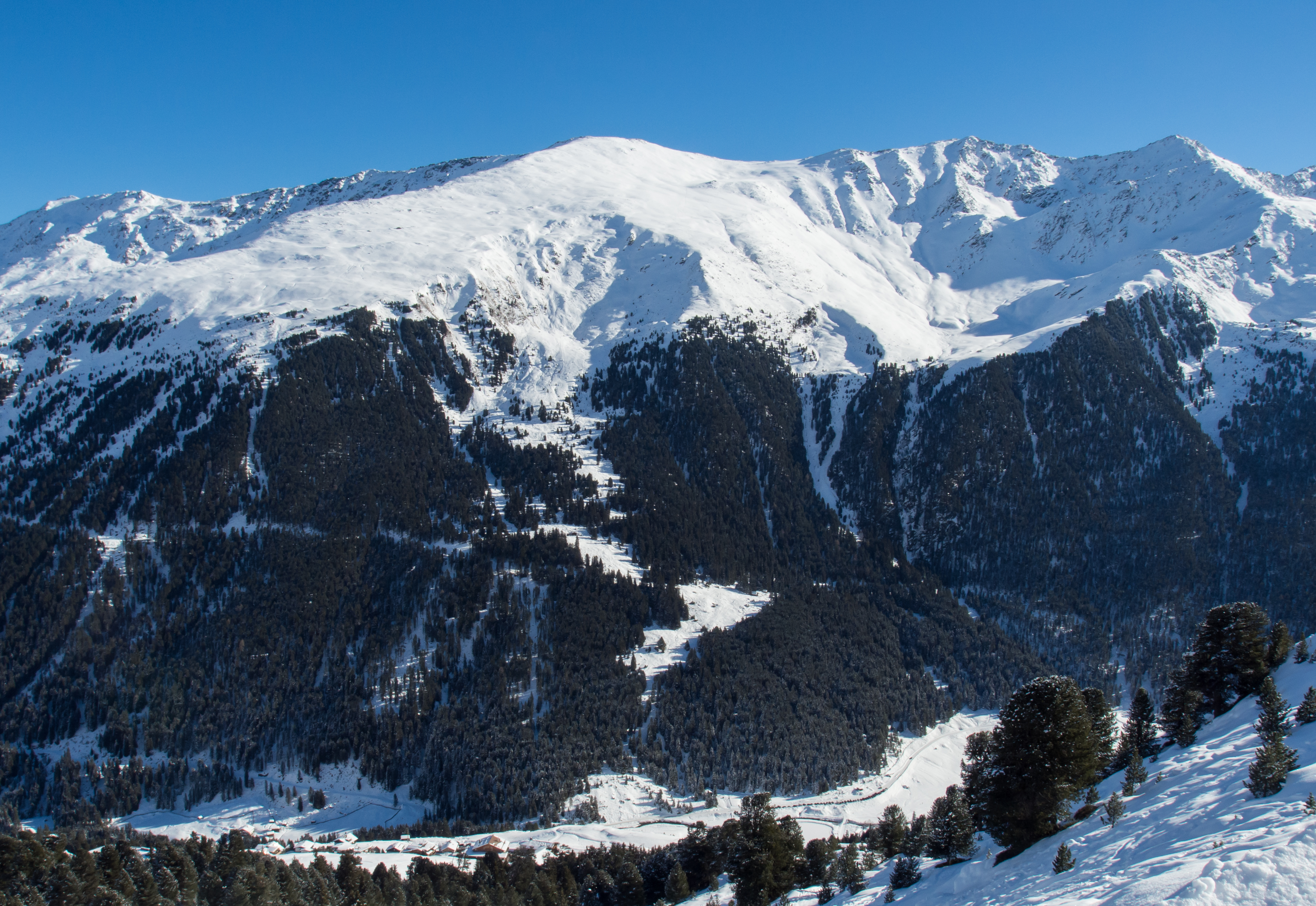
Blick über das Lüsenstal mit Praxmar Richtung Osten zum Sömen

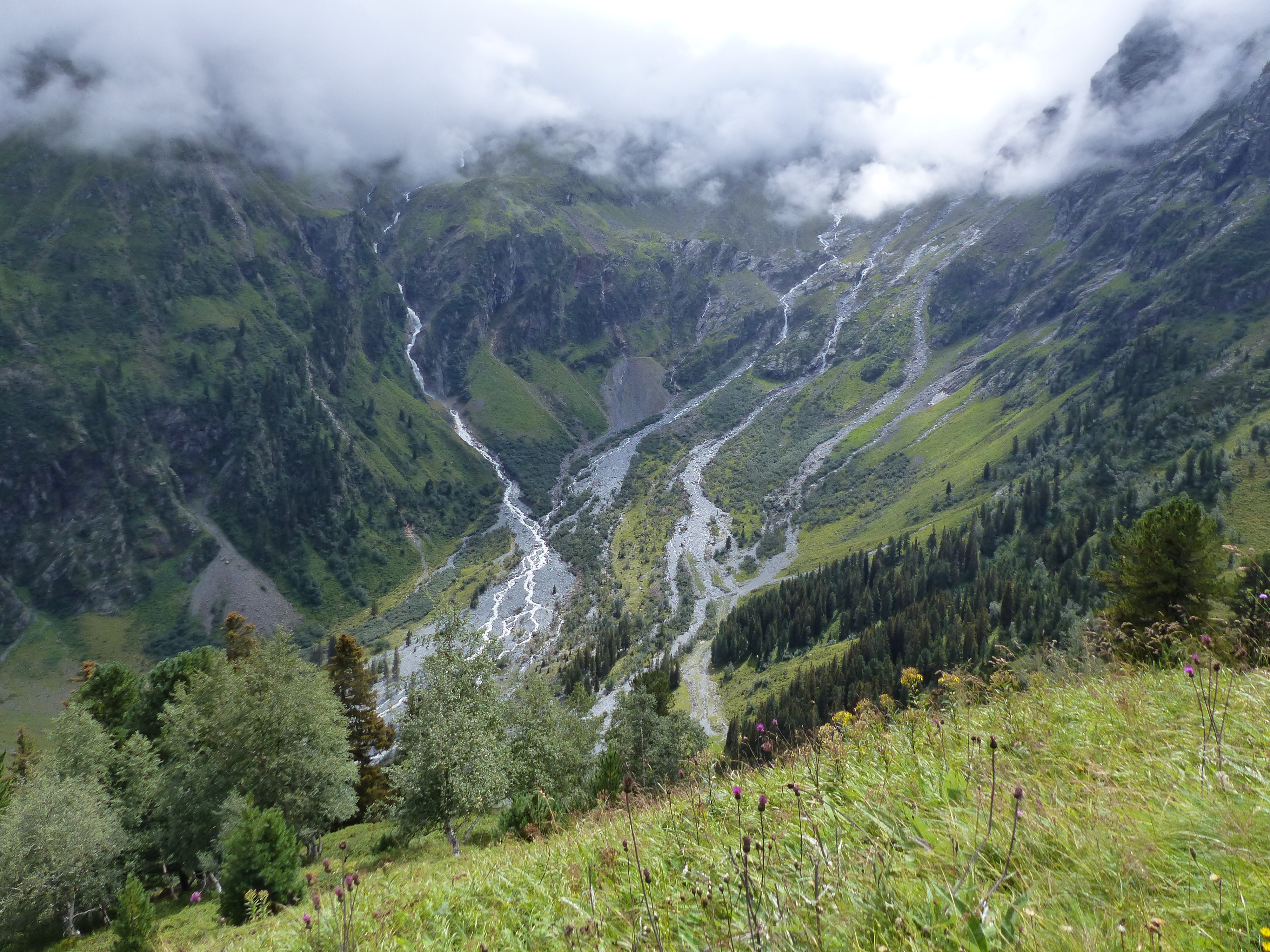
Der Talschluss

Das Lüsenstal, auch Lüsener Tal, Lisener Tal oder Lisenstal, ist ein rund 10 km langes Seitental des Sellraintals in den Stubaier Alpen in Tirol.

## Geographie
Das Lüsenstal zweigt bei Gries im Sellrain (1187 m ü. A.) nach Süden ab. Im Osten verläuft ein Kamm vom Windegg (2577 m) über den Roten Kogel (2832 m), Lüsener Villerspitze (3027 m), Schafgrübler (2922 m) und Rinnenspitze (3000 m) zum Hinteren Brunnenkogel (3325 m) und begrenzt das Tal zum Fotschertal. Im Westen trennt ein Kamm, der vom Freihut (2625 m) über Sömen (2516 m), Lampsenspitze (2876 m), Zischgeles (3004 m), und Schöntalspitze (3003 m) zum Gleirscher Fernerkogel (3189 m) verläuft, das Lüsenstal vom Gleirschtal. Der Talschluss wird vom Lüsener Ferner gebildet. Kurz vor dem Talschluss zweigt das Längental nach Westen ab. Dort liegt das Westfalenhaus, von dem man weiter über den hochalpinen Übergang des Winnebachjochs (2782 m) ins Sulztal gelangen kann.
Das Tal wird von der Melach durchflossen, die dem Lüsener Ferner entspringt, in Gries den Zirmbach aufnimmt und weiter durch das Sellraintal zum Inn fließt.

## Geschichte
Das gesamte Hochtal war seit dem Mittelalter weitgehend im Besitz des Stifts Wilten, das es almwirtschaftlich nutzte und hier Schwaigen unterhielt. In einer allerdings erst nach der Mitte des 13. Jahrhunderts fabrizierten Stiftsurkunde (von angeblich 1142) taucht auch die erste Erwähnung des Lüsenstals als „mons Malusinus“ auf. Im Jagdbuch Kaiser Maximilians wird das Tal als Under Tal im Sellrain bezeichnet. Dieses Untertal stand im Gegensatz zum St. Sigmunds- oder Obertal, das vom Zirmbach durchflossene, heute als Fortsetzung des Sellrain angesehene Tal. Wie auch der Bach den durchgehenden Namen Melach trägt, wurde das Untertal früher als das Haupttal angesehen. Bei Johann Jakob Staffler wird das Tal im 19. Jahrhundert erstmals als Liesenstal bezeichnet.

## Besiedelung und Erschließung
Im Tal liegen mehrere kleinere Siedlungen. Zur Gemeinde Gries im Sellrain gehören die Rotten Reichenhöfe und Juifenau (1380 m) sowie der Weiler Narötz im unteren Talbereich. Die Orte im oberen Talabschnitt, der Weiler Kniepiß, die Rotte Praxmar (1689 m) und die Zerstreuten Häuser Lüsens (1634 m), sind Teil der Gemeinde St. Sigmund im Sellrain.
Erschlossen ist das Tal durch die 6,4 km lange Praxmarer Straße (L 234) von Gries bis Praxmar, sowie durch die bei Kniepiß abzweigende, der Melach weiter bis Lüsens folgende Straße.